# Adolf Thiel
Adolf Karl Thiel (* 12. Februar 1915; † 2. Juni 2001 in Los Angeles) war ein österreichisch-deutsch-amerikanischer Ingenieur, der sich im Zweiten Weltkrieg auf Raketenbau spezialisierte und später für die United States Army arbeitete.

## Leben
Thiel war außerordentlicher Professor für Maschinenbau an der Technischen Hochschule Darmstadt, bevor er zu Wernher von Braun an die Heeresversuchsanstalt Peenemünde geholt wurde, wo Thiel an der Entwicklung der V-2-Rakete beteiligt war. Nach Ende des Zweiten Weltkrieges wurde er in die Vereinigten Staaten geholt (Operation Paperclip), wo er seine militärischen Forschungsarbeiten in Fort Bliss, Texas, fortsetzte. So war er an den Entwürfen der Redstone-Rakete, der Thor-Rakete und anderen kurz- und mittel-ballistischen Systeme beteiligt.
1955 verließ Thiel die US-Armee und wechselte an den amerikanischen Technologiekonzern TRW (Thompson Ramo Wooldridge). Dort wurde er Programm-Manager für ballistische Raketen, den Vorläufern späterer Raumsonden und leitete bis in die 1970er Jahre die TRW-Raumfahrtprogramme.
1980 wurde Thiel pensioniert und war anschließend als Unternehmensberater tätig. Er lebte zuletzt in Rancho Palos Verdes.